# مراقبة الصحة في مكان العمل
مراقبة الصحة في مكان العمل هو مفهوم جديد على الصحة المهنية، وكثيرًا ما يختلط بمفهوم الفحص الطبي. يشير مصطلح الفحص الصحي إلى الكشف المبكر عن الأمراض المصاحبة لمهن بعينها وعلاجها، بينما يشير مصطلح مراقبة الصحة في مكان العمل إلى التخلص من العوامل المسببة للمرض.
يُعرف المعهد الوطني للسلامة والصحة المهنية (NIOSH) مفهوم مراقبة الصحة في مكان العمل بأنه "تتبع وتعقب الإصابات والأمراض والمخاطر وحالات التعرض للإصابة المرتبطة بالمهن." من ناحية أخرى، تعرف اللجنة المشتركة بين منظمة العمل الدولية ومنظمة الصحة العالمية حول الصحة المهنية في دورتها الثانية عشرة نظام مراقبة الصحة في مكان العمل بأنه " نظام يتضمن قدرة وظيفية على تجميع البيانات بالإضافة إلى التحليل والنشر المرتبط ببرامج الصحة المهنية”.

## المؤشرات
حدد فريق العمل الذي تم تأسيسه بواسطة مراكز مكافحة الأمراض واتقائها والمعهد الوطني للسلامة والصحة المهنية ثلاثة مؤشرات لبرامج مراقبة الصحة في مكان العمل.
1. توافر البيانات التي يسهل الحصول عليها عبر الولايات
2. قياس أهمية أثر الصحة المهنية على الصحة العامة
3. احتمالية وجود أنشطة تدخلية

وتعد هذه المؤشرات مفيدة في تقييم السياسات المتبعة والمعايير الوقائية، لكن لهذه المؤشرات بعض القيود أيضًا. ومن بين القيود الأساسية هي عدم الإبلاغ أو الإخطار بصورة خاطئة عن اضطرابات الصحة المهنية (أمر شائع للغاية في أغلب البلدن النامية والمتخلفة)، مع عدم القدرة على تشخيص مسببات المرض والوصول إليها بواسطة العاملين في العناية بالصحة المهنية بالإضافة إلى توافر البيانات مثل سجلات الوفيات البلدية.

## الأدوات
تعتبر المراقبة الحيوية إحدى أهم الأدوات والتي تحدد مستوى تحمل الجسد لمادة كيميائية خطيرة في أي عامل عن طريق الفحوصات المعملية باستخدام العينات الحيوية مثل البول أو الدم. وإحدى أفضل الممارسات هي استخدام الإجراءات التي لا تتطلب جراحة على قدر الإمكان لهذا الغرض.
تتضمن الأدوات الأخرى لتطبيق مراقبة الصحة في مكان العمل كلاً من الاختبارات الطبية والمجموعات الوبائية ودراسات ضبط الحالة. ويعد اختبار وظائف الرئة إحدى الركائز الأساسية في الكشف المبكر عن أمراض الرئة المرتبطة بمهن معينة. ويوفر هذا الاختبار معلومات عن شدة ومرحلة الربو وأمراض الرئة الأخرى المقيدة. كما يعد اختبار FEV1 أحد الفحوصات الهامة. ويبين فحص وظائف الرئة المصحوب بتخطيط التحجم صورة واضحة للغاية عن وضع وظائف رئة الشخص الخاضع للفحص.
ويظل مقياس السمع إحدى ركائز تشخيص فقد السمع المحدث بالضوضاء والذي يتم الإبلاغ عنه كأحد الأمراض المهنية في كافة أنحاء العالم.
كما يعد فحص الذراع واليد والفحوصات الجلدية من الأدوات المهمة الأخرى لمراقبة الصحة في مكان العمل.

## سرية المعلومات
تسن كثير من الدول لوائح خاصة ببيانات صحة الأفراد، والتي تتطلب إخطار العامل في حالة مشاركة هذه المعلومات مع أي جهة أخرى. ويتمتع العاملون بحق الوصول إلى تلك المعلومات متى رغبوا في ذلك.